# Chettouane Belaila
Chettouane Belaila là một đô thị thuộc tỉnh Sidi Bel Abbès, Algérie. Dân số thời điểm năm 2002 là 4.88 người.